# Rosenborg Ballklub 2003
Questa voce raccoglie le informazioni riguardanti il Rosenborg Ballklub nelle competizioni ufficiali della stagione 2003.

## Rosa
| N. |                      | Ruolo | Calciatore         |
| -- | -------------------- | ----- | ------------------ |
| 1  | Norvegia (bandiera)  | P     | Espen Johnsen      |
| 2  | Norvegia (bandiera)  | D     | Odd Inge Olsen     |
| 3  | Norvegia (bandiera)  | D     | Erik Hoftun        |
| 4  | Norvegia (bandiera)  | C     | Fredrik Winsnes    |
| 5  | Norvegia (bandiera)  | D     | Christer Basma     |
| 6  | Norvegia (bandiera)  | C     | Roar Strand        |
| 7  | Norvegia (bandiera)  | C     | Ørjan Berg         |
| 8  | Norvegia (bandiera)  | A     | Dagfinn Enerly     |
| 9  | Norvegia (bandiera)  | A     | Frode Johnsen      |
| 10 | Norvegia (bandiera)  | D     | Vidar Riseth       |
| 11 | Norvegia (bandiera)  | C     | Jan Gunnar Solli   |
| 12 | Islanda (bandiera)   | P     | Árni Gautur Arason |
| 13 | Finlandia (bandiera) | D     | Janne Saarinen     |

| N. |                     | Ruolo | Calciatore              |
| -- | ------------------- | ----- | ----------------------- |
| 14 | Norvegia (bandiera) | D     | Lars Blixt              |
| 15 | Norvegia (bandiera) | C     | Tor Erik Moen           |
| 16 | Norvegia (bandiera) | A     | Morten Knutsen          |
| 17 | Norvegia (bandiera) | A     | Øyvind Storflor         |
| 18 | Norvegia (bandiera) | C     | Christer George         |
| 19 | Norvegia (bandiera) | A     | Trond Fredrik Ludvigsen |
| 20 | Norvegia (bandiera) | A     | Azar Karadas            |
| 21 | Norvegia (bandiera) | D     | Ståle Stensaas          |
| 22 | Norvegia (bandiera) | A     | Harald Martin Brattbakk |
| 22 | Norvegia (bandiera) | D     | Torjus Hansén           |
| 24 | Norvegia (bandiera) | D     | Martin Høyem            |
| 26 | Norvegia (bandiera) | P     | Alexander Lund Hansen   |

## Risultati

### Campionato

#### Girone di andata
| Arbitro: | Hauge (Bergen) |

|               |           |  |
| Brattbakk 18’ | Marcatori |  |

| Arbitro: | Skjervold |

|              |           |                                                                       |
| Valencia 84’ | Marcatori | 18’ (rig.), 29’ Brattbakk 23’ F. Johnsen 40’, 61’ Karadas 72’ Winsnes |

| Arbitro: | Pedersen |

|  |           |                                      |
|  | Marcatori | 43’ Brattbakk 49’ George 59’ Winsnes |

| Arbitro: | Staberg |

|                |           |  |
| F. Johnsen 30’ | Marcatori |  |

| Arbitro: | Øvrebø (Oslo) |

|  |           |                          |
|  | Marcatori | 20’ George 24’ Brattbakk |

| Arbitro: | Staberg |

|                                      |           |            |
| Karadas 44’ Riseth 49’ Brattbakk 78’ | Marcatori | 17’ Ystaas |

| Arbitro: | Øvrebø (Oslo) |

|                           |           |                                             |
| Hoff 21’ Flindt-Bjerg 24’ | Marcatori | 44’ Winsnes 62’ F. Johnsen 90’ (aut.) Deila |

| Arbitro: | Olsen (Kristiansand) |

|                |           |           |
| F. Johnsen 63’ | Marcatori | 45’ Kippe |

| Arbitro: | Skjerven (Kaupanger) |

|  |           |                                           |
|  | Marcatori | 30’ F. Johnsen 50’ Brattbakk 90’ Stensaas |

| Arbitro: | Pedersen |

|                                                            |           |  |
| Brattbakk 25’, 28’ (rig.) F. Johnsen 45’, 57’ Storflor 79’ | Marcatori |  |

| Arbitro: | Berntsen (Vang) |

|                     |           |                      |
| Sand 32’ Poljac 83’ | Marcatori | 57’ Berg 81’ Karadas |

| Arbitro: | Sandmoen |

|                                           |           |               |
| F. Johnsen 33’, 88’ Strand 45’ George 87’ | Marcatori | 39’ Hjelmhaug |

| Arbitro: | Hauge (Bergen) |

|                        |           |            |
| Hafstad 10’ Kovács 39’ | Marcatori | 90’ George |

#### Girone di ritorno
| Arbitro: | Berntsen (Vang) |

|  |           |                |
|  | Marcatori | 13’ F. Johnsen |

| Arbitro: | Øvrebø (Oslo) |

|                              |           |                        |
| Brattbakk 48’ F. Johnsen 52’ | Marcatori | 22’ Kvisvik 44’ Haugen |

| Arbitro: | Alapnes |

|                            |           |  |
| Stensaas 82’ Brattbakk 88’ | Marcatori |  |

| Arbitro: | Ditlefsen |

|  |           |                          |
|  | Marcatori | 28’ Karadas 90’ Storflor |

| Arbitro: | Sandmoen |

|                                                 |           |             |
| Brattbakk 14’ Storflor 18’ Solli 47’ Riseth 87’ | Marcatori | 56’ Kopteff |

| Arbitro: | Ditlefsen |

|              |           |              |
| Tangedal 86’ | Marcatori | 11’ Storflor |

| Arbitro: | Sandmoen |

|                                          |           |                |
| Brattbakk 27’ (rig.), 67’ F. Johnsen 66’ | Marcatori | 69’ Henriksson |

| Arbitro: | Olsen (Kristiansand) |

|  |           |                                                           |
|  | Marcatori | 3’, 14’ Brattbakk 12’ Berg 60’ Storflor 75’, 86’ Stensaas |

| Arbitro: | Pedersen |

|                                                                |           |                                                    |
| Riseth 9’ F. Johnsen 31’ Storflor 35’ Brattbakk 48’ Strand 61’ | Marcatori | 58’ Kjølner 65’ (rig.) Berg 68’ Råstad 88’ Bjørkan |

| Arbitro: | Berntsen (Vang) |

|  |           |                                   |
|  | Marcatori | 3’ F. Johnsen 71’ (aut.) Singsaas |

| Arbitro: | Øvrebø (Oslo) |

|                   |           |                                                      |
| Holter 80’ (aut.) | Marcatori | 3’, 14’ Stenvoll 5’ Sand 44’, 70’ Finstad 87’ Holter |

| Arbitro: | Berntsen (Vang) |

|                               |           |                                            |
| Pavlovic 43’ Gallo 48’ (rig.) | Marcatori | 12’ Basma 20’ F. Johnsen 25’, 75’ Storflor |

| Arbitro: | Øvrebø (Oslo) |

|  |           |          |
|  | Marcatori | 90’ Moen |

### Coppa di Norvegia
| Arbitro: | Wiken |

|  |           | |
|  | Marcatori | 11’, 17’, 19’ (rig.) Enerly 22’, 29’, 34’ Brattbakk 33’, 90’ Winsnes 36’ Basma 44’, 90’ Stensaas 47’, 67’ F. Johnsen 52’, 68’ George 55’ Karadas 75’ Storflor |

| Arbitro: | Hansen |

| |           |  |
| Strand 9’, 20’ Brattbakk 10’ (rig.), 35’, 68’, 76’ George 21’, 43’, 51’, 90’ F. Johnsen 47’, 61’, 78’ Enerly 54’ Stensaas 67’ | Marcatori |  |

| Arbitro: | Staberg |

|            |           |                                                                       |
| Jensen 51’ | Marcatori | 48’ Karadas 56’, 76’ F. Johnsen 74’ Berg 86’ George 89’ (aut.) Rodahl |

| Arbitro: | Skjerven (Kaupanger) |

|                                                          |           |  |
| F. Johnsen 8’, 62’ Strand 53’ Storflor 68’ Brattbakk 81’ | Marcatori |  |

| Arbitro: | Sandmoen |

|                      |           |                                         |
| Rødahl 49’ Wiken 63’ | Marcatori | 10’ Karadas 22’ F. Johnsen 35’ Storflor |

| Arbitro: | Skjerven (Kaupanger) |

|                          |           |           |
| Strand 32’ Brattbakk 37’ | Marcatori | 77’ Noppi |

| Arbitro: | Hauge (Bergen) |

|              |           |                                 |
| Johansen 28’ | Marcatori | 35’ F. Johnsen 105’, 120’ Solli |

### Champions League
| Arbitro: | Brugger |

|  |           |             |
|  | Marcatori | 35’ Karadas |

| Arbitro: | Bossen |

|                                                  |           |  |
| Karadas 43’ Brattbakk 51’ Strand 68’ Johnsen 76’ | Marcatori |  |

| Trondheim 13 agosto 2003, ore 20:45 CEST Terzo turno preliminare Andata | Rosenborg | 0 – 0 referto | Deportivo | Lerkendal Stadion\| Arbitro: \| Poll \| |
| Arbitro:                                                                | Poll      |               |           |                                         |

| Arbitro: | Micheľ |

|           |           |  |
| Luque 16’ | Marcatori |  |

### Coppa UEFA
| Arbitro: | McKeon |

|                   |           |                                                     |
| Rimkus 81’ (rig.) | Marcatori | 23’ Johnsen 32’ Stensaas 39’ Storflor 68’ Brattbakk |

| Arbitro: | Vuorela |

|                                                                           |           |  |
| Karadas 17’ Brattbakk 29’, 92’ Hoftun 46’ Solli 57’ Lukaševics 90’ (aut.) | Marcatori |  |

| Trondheim 29 ottobre 2003, ore 20:00 CEST Secondo turno Andata | Rosenborg | 0 – 0 referto | Stella Rossa | Lerkendal Stadion\| Arbitro: \| Bennett \| |
| Arbitro:                                                       | Bennett   |               |              |                                            |

| Arbitro: | Paulo Costa |

|  |           |               |
|  | Marcatori | Brattbakk 50’ |

| Arbitro: | Allaerts |

|             |           |  |
| Zahovič 59’ | Marcatori |  |

| Arbitro: | Hriňák |

|                     |           |                |
| Berg 7’ Karadas 15’ | Marcatori | Nuno Gomes 19’ |